# 霧台谷川大橋
霧台谷川大橋是臺灣一座公路橋樑，位於屏東縣三地門鄉與霧台鄉交界處，橫跨荖濃溪支流隘寮溪的支流隘寮北溪，承載省道台24線，是霧台鄉民的唯一聯外橋梁，也是前往阿禮瀑布、谷川部落（Kudrengere，前稱伊拉部落，Ila）
、巴冷公主部落遺址、小鬼湖等觀光景點的必經道路，橋墩高達99公尺，超越68.1公尺高的國道6號國姓交流道高架橋，成為台灣橋墩高度最高的橋樑。

## 沿革
霧台谷川大橋的前身為第一號橋，鄰近魯凱族伊拉部落（Ila，前往、過去之意），又名伊拉橋，興建於1972年（民國61年），橋寬為4.7公尺，全長約53.5公尺，是進入霧台地區主要橋梁。第一號橋在2009年8月莫拉克風災期間引進超大豪雨，屏北山區雨量甚至降下超過2,500mm，在超大豪雨侵襲下，造成隘寮北溪溪水暴漲，山洪暴發挾帶大量土石，第一號橋受到重創被沖毀，霧台地區交通中斷，頓時成為「孤島」。
災後公路總局先在隘寮北溪溪底搭設臨時涵管便道通行，恢復基本維生通行，並規劃設置臨時鋼便橋，於2011年1月31日完工啟用。交通部公路總局耗資新台幣7.3億元進行伊拉橋復建工程，2010年12月13日開工，每日約動用100名工人（其中80％為當地原住民），興建近3年，施工期間克服隘寮北溪流速湍急、伏流、湧砂、嚴重湧水等問題，於2013年9月30日完工，2013年10月5日通車。

## 設計

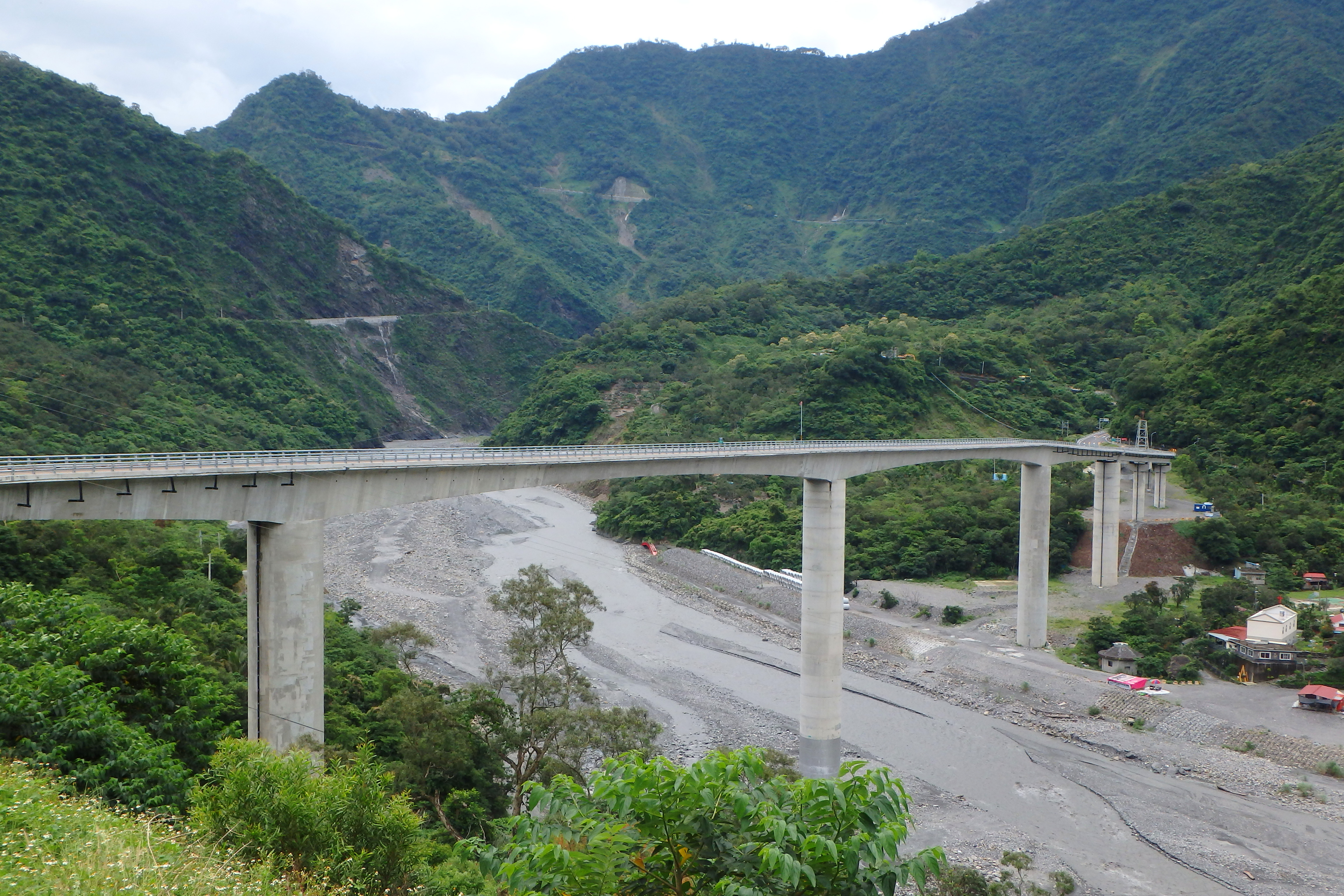
大橋之東側面

隘寮北溪河道寬度在莫拉克災後從50公尺瞬間變成200公尺，直接漫淹河床兩邊河階地，而伊拉橋原本距離河床高度為15公尺，但河床砂石淤高了20公尺，將橋梁整個覆蓋過，因此新設計之橋梁長度由原本近54公尺延長到654公尺，為了顧及行車安全，將谷川大橋的橋台高度上移，新橋的主河道橋墩，從墩基至橋面高達99公尺，橋身並採140公尺大跨距，以增加通洪斷面。橋樑下構採井筒式基礎、圓形墩柱，上構採預力混凝土箱型梁，共9跨，河床中僅落1墩。此橋景觀以象徵魯凱族精神的百合花、百步蛇圖騰設計，而三地門端設置的「八八風災救災英雄紀念碑」則是為了向張順發、王宗立及黃鎂智3位救災英雄致敬，以緬懷其英勇事蹟，三人於2009年8月11日下午3點30分駕駛內政部空中勤務總隊編號NA-50252之UH-1H直升機執行霧台鄉伊拉部落運補任務時不幸遇難墜毀。霧台鄉民為感念3位救命英雄，建議設立英雄紀念碑，而直昇機墜毀的地點，就在紀念碑正後方山壁。紀念碑旁邊的觀景臺並可俯瞰到整座橋梁及隘寮北溪河谷全景。
|          | 舊橋               | 新橋         |
| -------- | ------------------ | ------------ |
| 名稱     | 第一號橋（伊拉橋） | 霧台谷川大橋 |
| 啟用日期 | 1972年             | 2013年       |
| 長度     | 54公尺             | 654公尺      |
| 寬度     | 4.7公尺            | 10公尺       |
| 高度     | 15公尺             | 99公尺       |
| 車道     | 單線車道           | 雙線車道     |

## 外部連結
- （繁體中文）霧台谷川大橋簡介 （页面存档备份，存于）